# Jabłonowo (powiat działdowski)
Jabłonowo – wieś w Polsce położona w województwie warmińsko-mazurskim, w powiecie działdowskim, w gminie Płośnica. W latach 1975–1998 miejscowość należała administracyjnie do województwa ciechanowskiego.
We wsi znajduje się zabytkowy wiatrak z początków XX wieku. Jabłonowo należy do parafii pod wezwaniem Wszystkich Świętych w Niechłoninie (dekanat żuromiński).